# Timothy Jacob Jensen
Timothy Jacob Jensen (født 27. april 1962) er en dansk industriel designer. Han er mest kendt som direktør og chefdesigner for Jacob Jensen Design Studios (Skandinaviens ældste design studio) fra 1990 til 2018.  Jensen grundlagde også det skandinaviske mærke JACOB JENSEN™. Han har skabt adskillelige velkendte designs for ure, smykker, kommunikationsudstyr, køkkenudstyr, møbler og køkkener. Han har også været fremtrædende inden for bildesign og branding. 

## Baggrund og karriere
Timothy Jacob Jensen er født i København, Danmark, og vokset op i Hejlskov (Midtjylland).  Han er søn af den danske industriel designer Jacob Jensen og Patricia Ryan.

### Tidlig karriere
I 1978 blev Jensen elev ved sin fars (Jacob Jensen) studio. I en alder af 17 år sluttede Timothy Jacob Jensen sig til med Jacob Jensen, David Lewis og Bang & Olufsens chefdesignere. I 1982 blev han chefdesigner hos Jacob Jensen Design Studio. I 1985 åbnede han sit eget studio, kaldet Voss Foerlev & Jensen i København. Studiet lukkede i 1988, hvor Jensen begyndte at samarbejde med forskellige internationale designere, herunder Ross Litell.   I 1983 designede han sin første bil kaldet "Logicar".  

### Grundlæggelse af JACOB JENSEN™
I 1985 grundlagde Timothy Jacob Jensen JACOB JENSEN™. Virksomheden designer livsstilsprodukter som ure, smykker, brandalarmer, telefoner, køkkenudstyr og meget mere. I 1985 designede Jensen urene The Classic Series models 510 og 520, som blev inkluderet i samlingen af designundersøgelser i Museum of Modern Art (New York City).
I 1990 købte han Jacob Jensen Design Studio og blev virksomhedens direktør og chefdesigner. Jensen udviklede Jacob Jensen Design Studio internationalt og samarbejdede med adskillige større virksomheder - blandt andet med ECCO (Dansk skoproducent), Gaggenau Hausgeräte, Bang & Olufsen, Haier, LG, Panasonic, Steinway Lyngdorf (Steinway and Sons), Toshiba, Vertu, Lufthansa og Volvo. Fra 1991 til 1998 arbejdede Jensen som chefdesigner for Gaggenau Hausgerätes designprogram, hvor han designede keramiske kogeplader, indbyggede ovne, emhætter, opvaskemaskiner, vaskemaskiner og tørretumblere.  En række af disse produkter modtog priser, inklusiv den indbyggede ovn EB900 og CK494 glaskeramiske kogeplade.  Som 48-årig blev han professor ved Fudan Universitet i Shanghai. 
Jensens designs er blevet udstillet i flere forskellige museer; blandt andet på the Museum of Modern Art (New York City), Musée des Arts décoratifs, Strasbourg (Paris), Designmuseum Danmark, Museum für angewandte Kunst Frankfurt (Frankfurt), Urmuseet (Aarhus), Het Kleine Veenloo Museum (Veenendaal), Det Kongelige Bibliotek (København), Kalmar Konstmuseum (Kalmar), the Chicago Athenaeum (Chicago), Bauhaus Museum, Weimar (Berlin), Louisiana (København), Die Neue Sammlung (Munich) og mange flere. 
I 2011 grundlagde Jensen sit første datterselskab, Jacob Jensen Design / DeTao Shanghai studiet. Studiet blev oprettet i samarbejde med DeTao Group på SIVA Campus i Shanghai. I 2014 etablerede Jacob Jensen Design sit andet datterselskab ved navn Jacob Jensen Design / KMUTT Bangkok. Studiet blev oprettet i samarbejde med King Mongkut's University of Technology Thonburi.  Jensen solgte alle sine aktier fra Jacob Jensen Design Studio i 2018, og stoppede med at arbejde for virksomheden i oktober 2018. Han forlod Jacob Jensen Design Studio for at starte sit eget projekt. 

### Andet arbejde
Timothy Jacob Jensen blev udnævnt til Master for DeTao Masters Academy i Beijing 2011. Han blev senere udnævnt til æresprofessor ved Shanghai Institute of Visual Art (SIVA) i Kina. Jensen blev efterfølgende tildelt titlen som "ekspert på højt niveau" af China Industrial Design Association (CIDA). I øjeblikket arbejder han også som lektor ved universiteter, virksomheder og andre institutioner. 
Timothy Jacob Jensen blev udnævnt af iF International Forum Design til at være jurymedlem i iF Design Award 2019 i kategorien "Discipline Product".  Han grundlagde Timothy Jacob Jensen Studios.  Som direktør for Jacob Jensen Design, etablerede han det skandinaviske livsstils brand Jacob Jensen, som i øjeblikket er repræsenteret i 30 lande. 

## Jacob Jensen Design Studios
I 1990 blev Timothy Jacob Jensen administrerende direktør og chefdesigner for Jacob Jensen Design Studio, og udvidede virksomheden internationalt. Studiet fokuserer på design, og har filialer i Danmark, Kina og Thailand. I 2018 forlod Jensen sine stillinger som chefdesigner, administrerende direktør og bestyrelsesmedlem, og arbejder i øjeblikket under sit eget navn.

## Designstil
Timothy Jacob Jensen udviklede sin fars designværker, som involverede sammenlægningen af den internationale stil (arkitektur) og MAYA-stilen. Jensen lavede sin fars todimensionale grafiske værker om til tredimensionelle designs, som han anvendte til flere større mærker, herunder Gaggenau, Vertu, Steinway Lyngdorf (Steinway & Sons) og JACOB JENSEN™. Jensens grundsætning er "Form follows feeling" (Form følger følelser). 

## Gaggenau Hausgeräte
Fra 1991 til 1998 arbejdede Timothy Jacob Jensen som designer hos Gaggenau Hausgerätes designprogram. Dette omfattede adskillelige produktserier, herunder keramiske kogeplader, indbyggede ovne, emhætter, opvaskemaskiner, vaskemaskiner og tørretumblere. En række af disse produkter har modtaget priser, primært i Tyskland. Disse inkluderer blandt andet den indbyggede ovn EB900 og CK494 glaskeramiske kogeplade. I 1995 blev Gaggenau Hausgeräte overtaget af Bosch-Siemens Hausgeräte (BSH Hausgeräte). 

## Designs
Timothy Jacob Jensens mest kendte designs inkluderer Bang & Olufsen Beocenter 9000 (1986), Bang & Olufsen Beowatch (1993), Jabra JX10 Bluetooth Headset (2005), Vertu Aerius Bluetooth headset (2006), Gaggenau EB900 indbygget ovn (1993), Gaggenau CK494 Glaskeramisk kogeplade (1993), Rosti Mepal Victoria Skål (2008), Steinway Lyngdorf Model D Musik System (2007), Toshiba WL768 Fladskærms tv (2010), Tommerup Kister Diamant 32 Kiste (2010), Lufthansa First Class Aminety Kit (2016), Danzka The Spirit (2016), Phicomm K3 Router (2017), Klassisk ur (Model 510), JACOB JENSEN™ Strata Ur 270 og 280 (2014), JACOB JENSEN™ Brandalarm (2001), Telefon T3, JACOB JENSEN™ Luftkvalitetsmonitor (2016), JACOB JENSEN™ Vejrstation serien (1999), og flere. 
- Tommerup Kister Diamant 32 Coffin, 2010
- JACOB JENSEN™ T3 Telephone, 1994
- Gaggenau EB900 stove, 1993
- Toshiba VL748, 2010
- JACOB JENSEN™ Classic 510, 1986
- Vertu Aerius Bluetooh Headset, 2006
- Vestas wind turbines
- Aalborg Jule Akvavit
- 11 Stars of Skive
- Beocenter 9000

## Priser
Timothy Jacob Jensen er Danmarks mest prisvindende designer, og har vundet følgende priser:
- iF Award (1990-2018, Tyskland)[31][32]
- China Red Star Design Award (2013-2017, Kina)[31]
- German Design Award (2012-2018, Tyskland)[31][33]
- Red Dot Award (1993-2017, Tyskland)[31][34]
- Design Plus Award (1988-2016, Tyskland)
- IDA Awards (2016, U.S.A)[31]
- Plus X Award (2006-2016, Tyskland)[31]
- Good Design Award (1985-2012, Japan)[35]
- Designer of the Year (2017, Kina)[36]

## Personlige liv
Timothy Jacob Jensen har to døtre, Toko og Freja.